# Akuma de Cute na Seishun Graffiti
Singles de Cute
Dance de Bakōn!
(2010) Aitai Lonely Christmas
(2010)
Akuma de Cute na Seishun Graffiti (アクマでキュートな青春グラフィティ) est un single spécial du groupe de J-pop Cute, son 19e single au total, sorti le 13 octobre 2010 au Japon sur le label zetima, composé par Hatake. 

## Historique
Ce single « hors série » d'un seul titre (plus sa version instrumentale) ne fut disponible à la vente que lors des représentations de la comédie musicale de Cute de 2010 : Cuttie Musical "Akuma no Tsubuyaki" ~Akuma de Cute na Seishun Graffiti~ (キューティー・ミュージカル「悪魔のつぶやき」～アクマでキュートな青春グラフィティ～), dont le thème musical est la chanson-titre du single. La comédie musicale sera éditée en DVD en janvier suivant.

## Membres
- Maimi Yajima
- Saki Nakajima
- Airi Suzuki
- Chisato Okai
- Mai Hagiwara

## Titres
1. Akuma de Cute na Seishun Graffiti (アクマでキュートな青春グラフィティ?)
2. Akuma de Cute na Seishun Graffiti (アクマでキュートな青春グラフィティ?) (Instrumental)